# Terrestricythere pratenesis
Terrestricythere pratenesis is een mosselkreeftjessoort uit de familie van de Terrestricytheridae. De wetenschappelijke naam van de soort is voor het eerst geldig gepubliceerd in 1980 door Schornikov.